# Witold Pichurski
Witold Pichurski (ur. w 1975 roku w Opolu) – artysta rzeźbiarz, malarz i rysownik. 

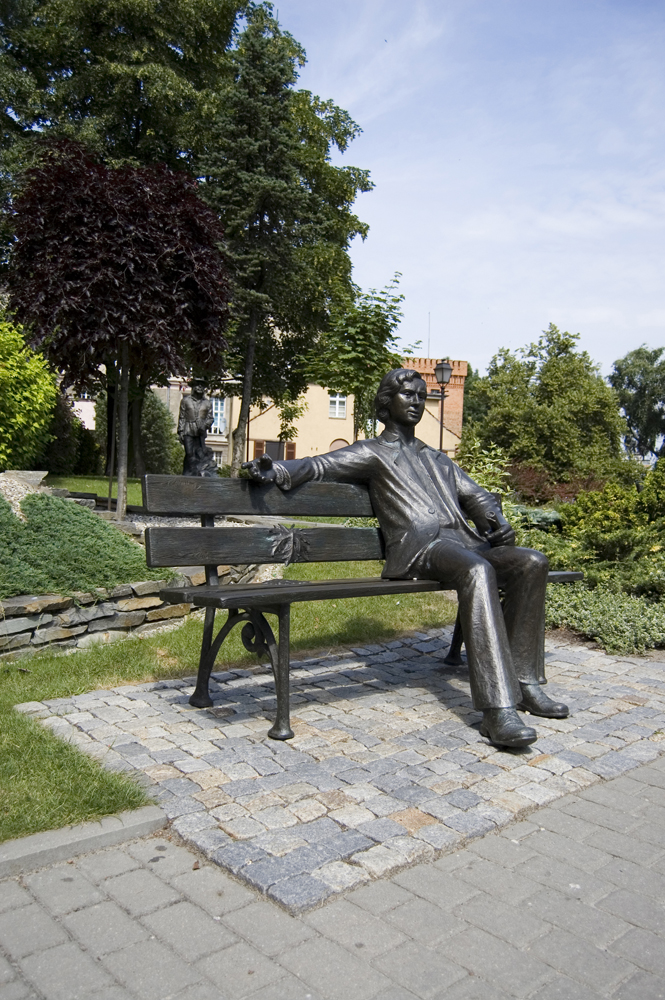
Pomnik Marka Grechuty w Opolu

## Wykształcenie
Absolwent Państwowego Liceum Sztuk Plastycznych w Opolu oraz Akademii Sztuk Pięknych w Krakowie (na Wydziale Rzeźby w 2000 roku uzyskał dyplom z wyróżnieniem). W 2009 uzyskał stopień doktora. Od 2002 roku pracuje w pracowni rzeźby na Wydziale Sztuki Uniwersytetu Opolskiego. Oprócz rzeźby zajmuje się malarstwem i ceramiką.

## Twórczość
Najbardziej znany z realizacji rzeźbiarskich wykonywanych w różnorodnych materiałach: kamieniu, drewnie, brązie, żywicy akrylowej i innych. Jego prace są „figuratywne – stylizowane, bliskie symbolizmowi, jak również alegoryczne, czy o formie syntetycznej, aluzyjnej”. W swoich pracach ukazuje złożoność ludzkiej natury, nawiązując do sfery duchowej, filozoficznej, czy zmysłowej.

Realizacje artysty usytuowano m.in. w centrum Opola. Opodal Mostu Zamkowego znajduje się pomnik Karola Musioła (zasłużonego burmistrza) z patynowanego brązu (odsłonięty 25 kwietnia 2008 roku). "Papa” Musioł trzyma w ręce teczkę, do której mieszkańcy Opola mogą wrzucać swoje prośby dotyczące miasta. Na rynku znajduje się rzeźba wykonana z marmuru z Carrary - „Gwiazda”, a na Wzgórzu Uniwersyteckim oglądać można ławeczkę pomnikową Marka Grechuty (odsłonięty 21 października 2008) z patynowanego brązu (oraz – współtworzoną z prof. Marianem Molendą – studnię św. Wojciecha). 20 maja 2018 na opolskim rynku odsłonięto konną statuę księcia Kazimierza ustawioną w miejscu istniejącego przed 1945 rokiem pomnika Fryderyka II Wielkiego. 

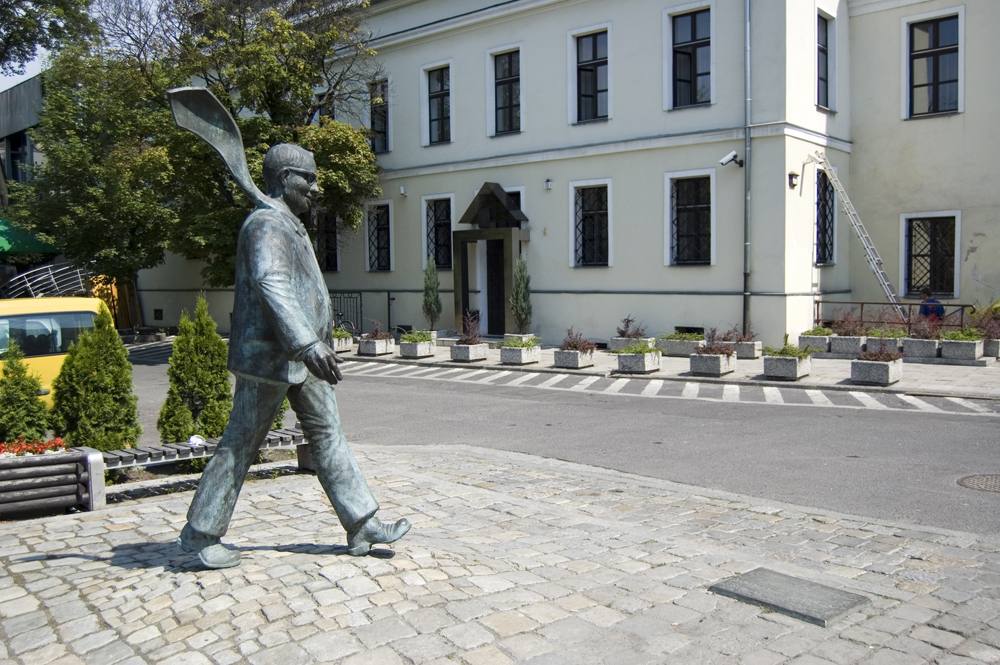
Pomnik Karola Musioła w Opolu

## Nagrody i wyróżnienia
- - 2001 – Nagroda Nowej Trybuny Opolskiej za debiut na Salonie Jesiennym 2001;
- - 2001 – Zakwalifikowanie się do finału konkursu „Obraz roku 2001” Art & Business;
- - 2002 – Pierwsza nagroda w konkursie na pomnik Karola Musioła;
- - 2002 – Nagroda Prezydenta Miasta Opola na Salonie Jesiennym 2002;
- - 2003 – Nagroda Towarzystwa Przyjaciół Opola na Salonie Jesiennym 2003;
- - 2004 – Nagroda Galerii „Studzienna” na Salonie Jesiennym 2004;
- - 2006 – Nagroda pierwszego stopnia Rektora Uniwersytetu Opolskiego;
- - 2006 – Zakwalifikowanie do finału konkursu rzeźbiarskiego „Piosenka”;
- - 2007 – Nagroda pierwszego stopnia Rektora Uniwersytetu Opolskiego;
- - 2008 - Nagroda pierwszego stopnia Rektora Uniwersytetu Opolskiego;
- - 2008 – Grand Prix na XIX międzynarodowym Plenerze w Székesfehérvár;
- - 2009 – Nagroda Publiczności za najlepszą statuetkę;
- - 2009 – Pierwsze miejsce w konkursie ogólnopolskim na statuetkę dla czasopisma „Świat Kamienia”;
- - 2009 – Nagroda Rektora Uniwersytetu Opolskiego za rok 2008 - 2009;[7].

## Wystawy

### Wystawy indywidualne
- - 2000 - „Selekcja” – prezentacja na Uniwersytecie w Wiedniu;
- - 2001 - „Dotknięcie” – wystawa w Filharmonii Opolskiej;
- - 2001 - „Dotknięcie II” – wystawa w Kamieńcu Ząbkowickim;
- - 2002 – Prezentacja form przestrzennych w Hvide Sande w Danii;
- - 2003 - „Mikro światy” – wystawa w Galerii ZPAP w Opolu;
- - 2005 - „Dusza kamienia” - wystawa w Narodowym Banku Polskim w Opolu;
- - 2006 - „X 2” – wystawa w Muzeum Ziemi Prudnickiej;
- - 2008 - „Po drugiej stronie” – wystawa malarstwa i rzeźby w galerii Aktyn w Warszawie;
- - 2009 - „Drogowskazy” – wystawa rzeźby w Galerii Politechniki Krakowskiej;
- - 2009 - „Szepty” – wystawa rysunku i malarstwa w Székesfehérvárze na Węgrzech;
- - 2009 - „Zaklęci” – wystawa rzeźby w kamieniu na Międzynarodowych Targach w Poznaniu („KAMIEŃ – STONE 2009”);
- - 2009 - „Wizjonerzy” – wystawa rzeźby i malarstwa w Villa Park w Opolu;
- - 2010 - „Szepty” – wystawa w Galerii Sztuki Współczesnej w Opolu;[8].

### Wybrane wystawy zbiorowe
- - 1999 - „Przestrzeń mistyczna” – wystawa w Galerii Politechniki Krakowskiej;
- - 2000 - „Druga zmiana” – wystawa w Galerii „Szyb Wilson” w Katowicach;
- - 2001 - „Sztuka Sakralna” – wystawa na Uniwersytecie w Bielefeld w Niemczech;
- - 2002 - „Obraz roku 2001” – wystawa malarstwa w Muzeum Narodowym w Warszawie;
- - 2002 - „Mechanicy Sztuki” – wystawa w Galerii Sztuki Współczesnej w Opolu;
- - 2004 - „Mechanicy Sztuki2” – wystawa w Galerii „MM” w Chorzowie;
- - 2004 - „Sztuka bez granic” – wystawa w Galerii GSA w Hilversum w Holandii;
- - 2006 - „Kobieto”, VII Festiwal Sztuki Wysokiej, w Galerii „Stalowe Anioły” w Bytomiu;
- - 2006 – Festiwal sztuki w Auxerre we Francji;
- - 2008 – Wystawa rzeźby w drewnie – Bastion Św. Jadwigi w Nysie;
- - 2009 – Interdyscyplinarna wystawa pracowników Instytutu Sztuki w Galerii „Aktyn” w Warszawie;
- - 2010 - „Homo creator” – wystawa w Muzeum Diecezjalnym w Opolu;
- - 2010 - „Korespondencja – Korrespondenz” w Galerii VBK w Berlinie;[9].